# Happy Fool
Happy Fool er det tredje studiealbum fra den danske popgruppe Zididada. Det blev udgivet den 30. september 2002. Albummet nåede seks uge på Hitlistens Album Top-40 med nummer 17 som højeste placering. Albummet indeholder bl.a. de to hits "Walking On Water" og "Happy Fool".
Udgivelsen blev fulgt op af en turne.

## Spor
1. "Walking On Water"
2. "Happy Fool"
3. "Don't Believe"
4. "Fake It"
5. "She Has The Most Of It"
6. "Save Me Tonight"
7. "Bye Bye"
8. "Everytime"
9. "Lean On"
10. "It's Gonna Be Allright"
11. "Bob"
12. "Mr. Dee's Blues"
13. "Untitled"